# Renaissance FC
Renaissance Football Club w skrócie Renaissance FC – czadyjski klub piłkarski z siedzibą w mieście Ndżamena, grający w pierwszej lidze czadyjskiekj.

## Sukcesy
- I liga[1]:
  - mistrzostwo (5): 1989, 2004, 2005, 2006, 2007.

- Puchar Czadu[2]:
  - zwycięstwo (2): 1990, 1996.

- Superpuchar Czadu[2]:
  - zwycięstwo (1): 2011.

## Występy w afrykańskich pucharach
| Sezon     | Rozgrywki                 | Runda   | Kraj                         | Klub                     | Dom | Wyjazd | Dwumecz      |
| --------- | ------------------------- | ------- | ---------------------------- | ------------------------ | --- | ------ | ------------ |
| 1990      | Puchar Mistrzów           | wstępna | Republika Środkowoafrykańska | SCAF Tocages             | 2–2 | 0–1    | 2–3          |
| 1991      | Puchar Zdobywców Pucharów | 1       | Egipt                        | El Mokawloon SC          | 0–1 | 0–3    | 0–4          |
| 1994      | Puchar Zdobywców Pucharów | 1       | Gabon                        | Mbilinga FC              | –   | 0–13   | 0–13         |
| 1997      | Puchar Zdobywców Pucharów | wstępna | Gwinea Równikowa             | Akonangui FC             | 3–0 | 4–1    | 7–1          |
| 1997      | Puchar Zdobywców Pucharów | 1       | Zair                         | AS Dragons               | 2–1 | 1–6    | 3–7          |
| 1999      | Puchar Zdobywców Pucharów | wstępna | Nigeria                      | Wikki Tourists FC        | 1–0 | 0–4    | 1–4          |
| 2000      | Liga Mistrzów             | wstępna | Rwanda                       | APR FC                   | 1–1 | 1–1    | 2–2 (k. 3–4) |
| 2005      | Liga Mistrzów             | wstępna |                              | Olympic Azzaweya SC      | 3–2 | 0–2    | 3–4          |
| 2006      | Liga Mistrzów             | wstępna | Kamerun                      | Coton Sport FC de Garoua | 1–1 | 0–2    | 1–3          |
| 2007      | Liga Mistrzów             | wstępna | Tunezja                      | Espérance Tunis          | 1–2 | 0–4    | 1–6          |
| 2012      | Puchar Konfederacji       | wstępna | Niger                        | Sahel SC                 | 2–0 | 2–2    | 4–2          |
| 2012      | Puchar Konfederacji       | 1       | Mali                         | Cercle Bamako            | 3–2 | 1–3    | 4–5          |
| 2016      | Puchar Konfederacji       | wstępna | Kamerun                      | New Star FC              | 1–0 | 2–2    | 3–2          |
| 2016      | Puchar Konfederacji       | 1       | Tunezja                      | Espérance Tunis          | 0–2 | 0–5    | 0–7          |
| 2021/2022 | Puchar Konfederacji       | wstępna | Gwinea                       | CI Kamsar                | 1–0 | 0–0    | 1–0          |
| 2021/2022 | Puchar Konfederacji       | 1       | Algieria                     | ES Sétif                 | –   | –      | –            |

## Stadion
Domowe mecze klub rozgrywa na stadionie o nazwie Stade Omnisports Idriss Mahamat Ouya w Ndżamenie, który może pomieścić 30000 widzów.